# Azanus ubaldus
Azanus ubaldus (Klein acaciablauwtje) is een dagvlinder uit de familie van de Lycaenidae, de kleine pages, vuurvlinders en blauwtjes. De soort komt voor van Afrika tot en met het Indisch subcontinent. De vlinder houdt van droge, zeer zonnige plekken.
De spanwijdte van de vlinder is 16 tot 24 millimeter. De waardplanten zijn Acacia-soorten.